# Dunbar (Pennsylvanie)
Pour les articles homonymes, voir Dunbar (homonymie).
Dunbar est un borough situé au centre du comté de Fayette, en Pennsylvanie, aux États-Unis,. En 2010, il comptait une population de 1 042 habitants.  Il est incorporé le 26 juin 1883.

## Démographie
Lors du recensement de 2010, le borough comptait une population de 1 042 habitants. Elle est estimée, en 2019, à 963 habitants.

### Source de la traduction
- (en) Cet article est partiellement ou en totalité issu de l’article de Wikipédia en anglais intitulé « Dunbar, Pennsylvania » (voir la liste des auteurs).